# Mandatory Fun
Mandatory Fun är det fjortonde studioalbumet av "Weird Al" Yankovic, och släpptes den 15 juni 2014. Albumets omslag är en parodi på sovjetisk och kinesisk propaganda, på omslaget syns artisten klädd i sovjetisk militäruniform.

## Låtar
| 1.  | Handy                         | "Fancy" av Iggy Azalea och Charli XCX | 2:56 |
| 2.  | Lame Claim to Fame            | Stilparodi på Southern Culture on the Skids | 3:45 |
| 3.  | Foil                          | "Royals" av Lorde | 2:22 |
| 4.  | Sports Song                   | Stilparodi på kampsånger för amerikansk fotboll i college | 2:14 |
| 5.  | Word Crimes                   | "Blurred Lines" av Robin Thicke, T.I. och Pharrell Williams | 3:43 |
| 6.  | My Own Eyes                   | Stilparodi på Foo Fighters | 3:40 |
| 7.  | Now That's What I Call Polka! | Lista - "Too Fat Polka" av Arthur Godfrey - "Wrecking Ball" av Miley Cyrus - "Pumped Up Kicks" av Foster the People - "Best Song Ever" av One Direction - "Gangnam Style" av Psy - "Call Me Maybe" av Carly Rae Jepsen - "Scream & Shout" av will.i.am och Britney Spears - "Somebody That I Used to Know" av Gotye och Kimbra - "Timber" av Pitbull och Kesha - "Sexy and I Know It" av LMFAO - "Thrift Shop" av Macklemore och Ryan Lewis och Wanz - "Get Lucky" av Daft Punk och Pharrell Williams - "Mandatory Polka" av "Weird Al" Yankovic | 4:05 |
| 8.  | Mission Statement             | Stilparodi på Crosby, Stills & Nash | 4:28 |
| 9.  | Inactive                      | "Radioactive" av Imagine Dragons | 2:56 |
| 10. | First World Problems          | Stylparodi på Pixies | 3:13 |
| 11. | Tacky                         | "Happy" av Pharrell Williams | 2:53 |
| 12. | Jackson Park Express          | Stilparodi på Cat Stevens | 9:05 |

## Mottagande
Bland artisternas reaktioner var bland annat Pharrell Williams positiv när hans låt Happy parodierades som Tacky som nämnde att han kände sig "hedrad".
Mandatory Fun vann en Grammy Award i kategorin bästa komedialbum 2015.